# O Praise God in his Holiness
O Praise God in His Holiness is een compositie van de Britse componist George Dyson. Het werk is geschreven voor koor en orkest.
Het lied is een toonzetting van Psalm 150 en is geschreven voor de kroning van koning George VI op 6 mei 1937. Een aantal jaren later componeerde hij Confortare voor de troonopvolger Elizabeth II (1953).
De muziek van Dyson is uitermate geschikt voor uitvoeringen in grote gebouwen; zijn stijl van componeren is 19e-eeuws.

## Tekst
O Praise God in His Holiness

Praise him in the firmament of his power

Praise him in his noble acts

Praise him in his excellent greatness

Praise him in the sound of the trumpet

Praise him upon the lute and harp

Praise him in the cymbals and dances

Praise him upon the strings and pipe

Praise him on the well-tuned cymbals

Praise him in the loud cymbals

Praise every thing that hath breath praise the Lord.

## Bron en discografie
- uitgave Chandos: BBC Symphony Orchestra and Choir o.l.v. Richard Hickox